# Xylomelum
- Commons
- Wikispecies

Xylomelum é um género botânico pertencente à família Proteaceae.